# Pierfrancesco Pavoni
Pierfrancesco Pavoni (Roma, Italia, 21 de febrero de 1963) es un atleta italiano, especializado en la prueba de 4 × 100 m en la que llegó a ser subcampeón del mundo en 1983.

## Carrera deportiva
En el Campeonato Europeo de Atletismo de 1982 ganó la plata en los 100 metros, con un tiempo de 10.25 s, llegando a meta tras el alemán Frank Emmelmann (oro con 10.21 s) y por delante del polaco Marian Woronin (bronce con 10.28 s).
En el Mundial de Helsinki 1983 ganó la medalla de plata en los relevos 4 × 100 metros, con un tiempo de 38.37 segundos que fue récord nacional italiano, quedando tras Estados Unidos (oro) y por delante de la Unión Soviética (bronce), siendo sus compañeros de equipo: Carlo Simionato, Stefano Tilli y Pietro Mennea.